# Port lotniczy Boaz Island
Port lotniczy Boaz Island – drugi co do wielkości port lotniczy Bermudów, zlokalizowany na wyspie Boaz Island. Obecnie jest nieczynny.